# ناور کورپوریشن
ناور کورپوریشن (به انگلیسی: Naver Corporation) شرکت فناوری کره‌ای است، که در زمینه ارائه خدمات شبکه‌های اجتماعی، پورتال وب و وب‌نوشت، خدمات اینترنتی و تولید نرم‌افزارهای کاربردی فعالیت می‌کند.
ناور در سال ۱۹۹۹ توسط لی هائه-جین تأسیس شد و نخستین اقدام آن راه‌اندازی موتور جستجوی ناور بود. ناور در سال ۲۰۱۴ در فهرست فوربز جهانی ۲۰۰۰ در رتبه ۹۹۹ از بزرگترین شرکت‌های جهان قرار گرفت. دفتر مرکزی این کورپوریشن در شهر سئونگنام، کره جنوبی قرار دارد و بخشی از سهام آن در بازار بورس کره معامله می‌شود. ناور کورپوریشن مالک موتور جستجوی ناور و شرکت لاین کورپوریشن می‌باشد، که سازنده و گرداننده نرم‌افزار لاین به‌شمار می‌آید.